# Онтанарес-де-Ересма
Онтанарес-де-Ересма (ісп. Hontanares de Eresma) — муніципалітет в Іспанії, у складі автономної спільноти Кастилія-і-Леон, у провінції Сеговія. Населення — 1020 осіб (2010).
Муніципалітет розташований на відстані близько 75 км на північний захід від Мадрида, 7 км на північний захід від Сеговії.
На території муніципалітету розташовані такі населені пункти: (дані про населення за 2010 рік)
- Ла-Естасьйон: 756 осіб
- Онтанарес-де-Ересма: 264 особи

## Демографія
Динаміка населення (INE ):